# Jesse Tobias
Jesse Tobias (geboren 1 april 1972) is een Texaanse gitarist van Mexicaanse afkomst. Hij staat bekend als ex-gitarist van Red Hot Chili Peppers en Alanis Morissette.
De Red Hot Chili Peppers waren, in 1993, op zoek naar een nieuwe gitarist, nadat John Frusciante de band had verlaten. Ze zagen Tobias spelen bij Mother Tongue en besloten hem te contracteren. Eerst leek hij talentvol en ze gingen toeren met hem. Later zagen de Peppers in dat hij toch niet van het vereiste niveau was en hij werd vervangen door Dave Navarro.
Bij zangeres Alanis Morissette was hij wel succesvol. Hij speelde vanaf 1996 mee met haar en is op verschillende studioalbums te horen. Ook toerde hij veel met haar.
In 2006 speelde hij op Ringleader of the Tormentors van Morrissey. Daarna toerde hij met Morrissey als onderdeel van diens band.
- MusicBrainz: 0d4adbb4-62e3-4733-84a5-5ad929786823
- Virtual International Authority File: 528154260329324480005